# Samuel Blackall

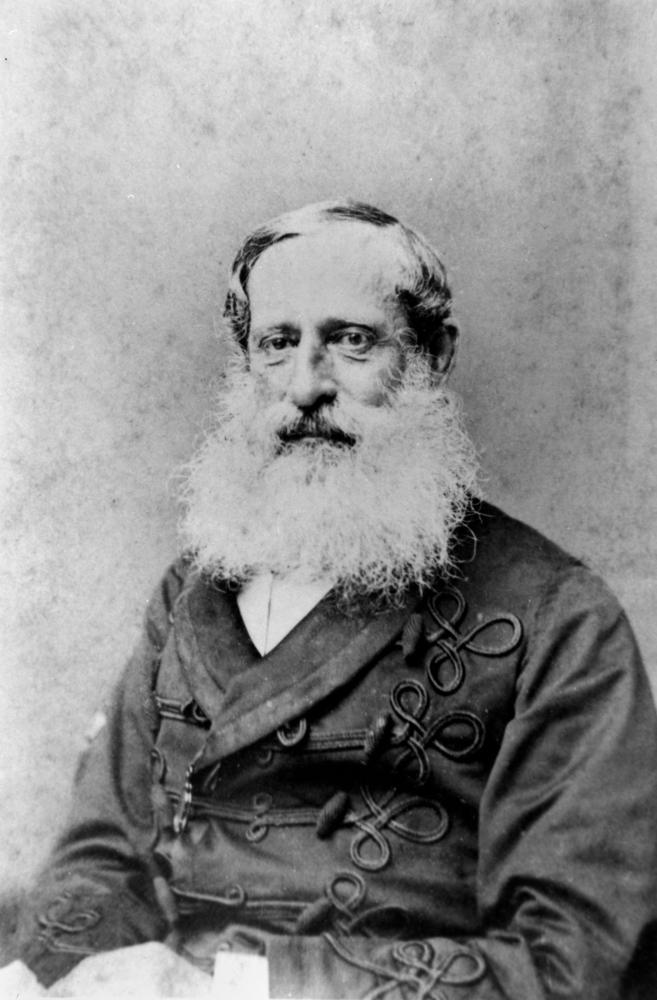
Samuel Wensley Blackall

Samuel Wensley Blackall (* 1. Mai 1809 in Dublin; † 2. Januar 1871 in Brisbane) war ein irischer Militär, Politiker und der zweite Gouverneur von Queensland.
Er wurde in Dublin in eine arme irische Familie geboren und ging mit 15 auf das Trinity College, Dublin, aber machte keinen Abschluss. 1827 trat er dem 85th (Bucks Volunteers) Regiment of Foot als Fähnrich bei und wurde 1832 Leutnant. Nach fünfjährigem Dienst verkaufte er 1833 sein Patent und trat der Longford Miliz als Major bei.
Blackall trat 1833 als High Sheriff des Longford County in den Blickpunkt der Öffentlichkeit und 1861 als High Sheriff des Tyrone County. Zwischen diesen Ämtern war er Mitglied des House of Commons.
Von 1851 bis 1857 fungierte er als stellvertretender Gouverneur von Dominica. Nach einigen Differenzen mit dem Kolonialamt wurde er Gouverneur von Sierra Leone, 1865 Generalgouverneur der Westafrikanischen Siedlungen und schließlich Gouverneur von Queensland ab 1868. Blackalls Arbeit als Gouverneur von Queensland war von einer Verfassungskrise und einem Konflikt mit dem Parlament von Queensland geprägt.
Im Jahre 1870 verschlechterte sich sein Gesundheitszustand rapide und er starb kurz darauf am 2. Januar 1871.
Die Stadt Blackall in Queensland wurde nach ihm benannt, ebenso wie die Blackall Range und Blackall Terrace in East Brisbane.